# جيجين خان
جيجين خان (بالمنغولية: Гэгээн хаан)‏(أبجدية منغولية: ᠭᠡᠭᠡᠨ ᠬᠠᠭᠠᠨ)(بالصينية: 格堅汗)(2 مارس 1302 في خانباليك-12 سبتمبر 1323)، المعروف أيضًا باسم المعبد يانغزون (يانغزون إمبراطور يوان (بالصينية: 元 英宗)، كان إمبراطورًا لسلالة يوان الصينية. يُعتبر اسميا الخان العظيم التاسع للإمبراطورية المغولية بسبب تقسيم الإمبراطورية.